# Wieliczki (gmina)

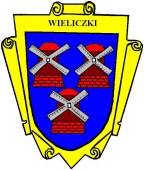
Oficjalne logo gminy

Wieliczki – gmina wiejska we wschodniej części województwa warmińsko-mazurskiego w powiecie oleckim. Liczy 3393 mieszkańców. Siedzibą gminy są Wieliczki.
Według danych z 31 grudnia 2019 roku gminę zamieszkiwało 3280 osób.

## Informacje o gminie
Składa się z 21 sołectw. Ludność zamieszkuje w 28 miejscowościach (z koloniami).
Gmina zajmuje obszar 141 km² (14 100 ha). Jest gminą typowo rolniczą. Gospodarstwa indywidualne zajmują obszar 9647 ha. W gminie jest ok. 400 gospodarstw indywidualnych. Lasy i wody zajmują obszar 4424 ha.
Do największych skupisk leśnych należy las przy drodze Wieliczki – Cimochy, tzw. Bór Kleszczewski. Lasy zajmują obszar 29,6 km². Wieliczki położone są nad jeziorem Oleckim Małym (powierzchnia 224 ha).

## Demografia

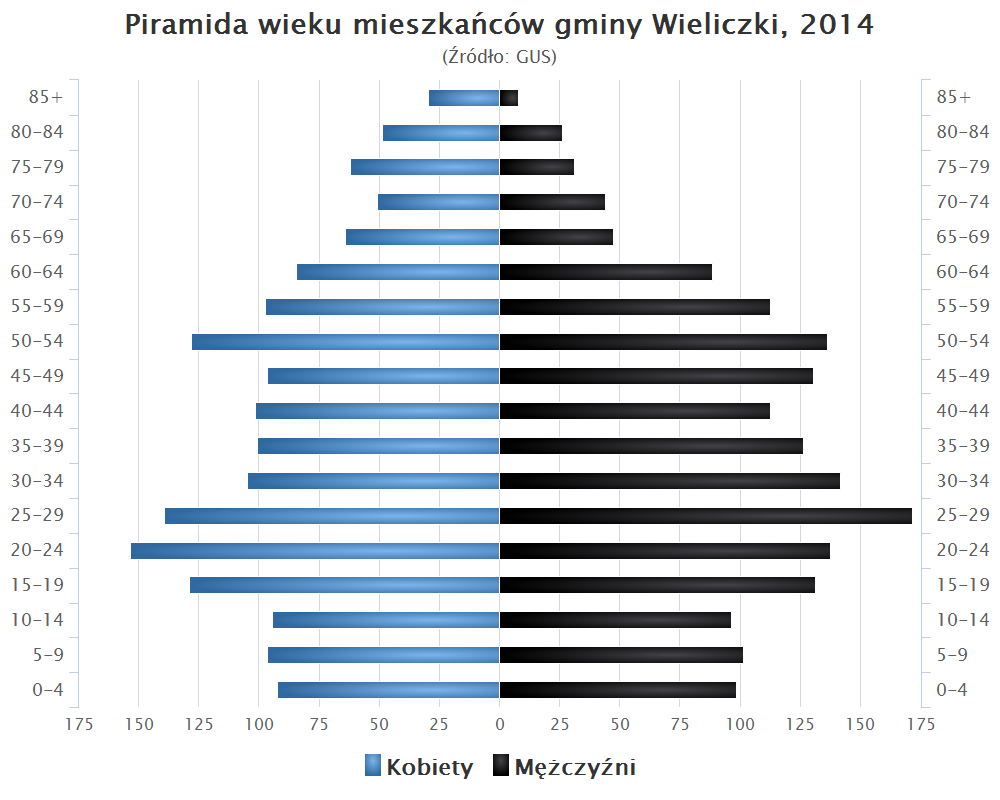
Piramida wieku mieszkańców gminy Wieliczki w 2014 roku

## Historia
Z wykopalisk znalezionych na terenie gminy można wnioskować, że już kilka tysięcy lat temu mieszkali tutaj ludzie. Źródła podają, że w pobliżu Cimoch znaleziono w ubiegłym stuleciu dwie kamienne motyki oraz jedną motykę kamienną w samej wsi. Znaleziono też dwa topory kamienne. Ślady osadnictwa pochodzą z okresu wczesnej epoki żelaza (700 p.n.e. – 300 p.n.e.). Później ziemie te zamieszkiwali Jaćwingowie. Kres ich istnieniu położył zakon krzyżacki.
Najstarsze wzmianki o nadaniu ziem dotyczą wsi Sobole. W 1471 r. komtur z Pokarmina nadał Stanisławowi Litwinowi na prawie magdeburskim 15 włók. Osadnictwo na szerszą skalę rozpoczęło się po zhołdowaniu Prus przez Polskę w 1525 r.
Wieliczki istniały już w 1540 r. i składały się z trzech włók sołeckich oraz 40 uprawianych przez chłopów czynszowych na prawie chełmińskim. Parafia ewangelicka powstała przed 1552 r., a szkołę zorganizowano wkrótce po tym. Pierwszym pastorem był szlachcic polski Stanisław Rybiński. Ze spisu dokonanego w 1600 r. wynika, że we wsi mieszkali sami Polacy. Spokojne życie mieszkańców wsi było przerywane przez różne zawieruchy dziejowe. W 1656 r. najazd Tatarów zniszczył wieś, został spalony również kościół. Na początku XVIII w. mieszkańców zdziesiątkowała klęska zarazy.
Rozwój regionu rozpoczął się w II poł. XIX w. Szczególnie widoczne było to w Cimochach. We wsi znajdowała się komora celna, przez którą przechodziły towary importowane z carskiej Rosji, jak len, zboże płótno. Docierał tu także prywatny omnibus. W 1860 r. założono w Cimochach urząd pocztowy. W czasie I wojny światowej w 1915 r. wybudowano linię kolejową Olecko – Suwałki, co znacznie ożywiło gospodarkę.
Okolice Wieliczek długo i skutecznie broniły się przed germanizacją. Jeszcze w 1890 r. na ogólną liczbę 4692 parafian, Polaków było 3 970. Pozytywną rolę w obronie polskości odegrała parafia ewangelicka. Pastor J. Fryderyk Schrage był jednym z twórców uchwały synodu w Olecku, w której protestowano przeciwko usuwaniu języka polskiego ze szkół. Również mieszkańcy bronili swej polskości. Jednym z nich był Jan Jenczio (1797–1884), który całe życie spędził w Markowskich. Był człowiekiem głęboko religijnym, pisywał artykuły i wiersze do "Kalendarza Królewsko-Pruskiego".
Wybitną postacią wywodzącą się z Wojnas był Krystyn Lach Szyrma – profesor filozofii na Uniwersytecie Warszawskim. Uczestniczył w powstaniu listopadowym w randze pułkownika. W działalności naukowej szczególnie zasłużył się jako prekursor i inicjator badań etnograficznych.
Leżące w strefie przygranicznej tereny gminy były widownią pierwszych starć bitewnych podczas I wojny światowej. Cimochy zostały zajęte z 3 na 4 sierpnia 1914 r. przez kawalerię rosyjską, która posuwała się w kierunku zachodnim, staczając potyczki z Niemcami.
W czasie II wojny światowej oddział Suwalskiej Brygady Kawalerii otrzymał zadanie rozpoznania nieprzyjaciela na kierunku Raczki – Cimochy. W nocy z 2 na 3 września 1939 r. oddział pod dowództwem majora Witkowskiego przekroczył granicę i omijając Cimochy na południu wszedł na drogę Cimochy-Olecko. W walce zdobyto stanowisko ogniowe broni maszynowej, strażnicę Grenzschutzu, stację kolejową i inne obiekty wojskowe.
Wieliczki swoją nazwę wzięły najprawdopodobniej od rodowego nazwiska – Wieliczek.

## Turystyka
Jednym z ciekawszych i coraz rzadziej spotykanych obiektów jest liczący ponad 300 lat, dobrze zachowany, modrzewiowy kościół z 1677 r.
Warto tu obejrzeć także młyny wodne z przełomu XIX i XX w. znajdujące się w Starostach i Nowym Młynie. Na terenie gminy znajdują się też liczne cmentarze z I wojny światowej w Sobolach, Wieliczkach, Norkach, Nowym Młynie i Markowskich.

## Sołectwa
Cimochy, Cimoszki, Gąsiorówko, Godziejewo, Guty, Jelitki, Kleszczewo, Krupin, Małe Olecko, Markowskie, Niedźwiedzkie, Nory, Nowe Raczki, Puchówka, Rynie, Sobole, Szeszki, Urbanki, Wieliczki, Wilkasy, Wojnasy.

## Pozostałe miejscowości
Bartki, Bartkowski Dwór, Gąsiorowo, Godziejewo, Krzyżewko, Norki, Nowy Młyn, Starosty.

## Sąsiednie gminy
Bakałarzewo, Kalinowo, Olecko, Raczki

## Miasta partnerskie
- Mäetaguse, Estonia